# Jean Donnedieu de Vabres
Pour les articles homonymes, voir Donnedieu de Vabres.
Jean Donnedieu de Vabres, né le 9 mars 1918 à Paris où il est mort le 3 août 2009, est un haut fonctionnaire français.
Directeur de cabinet de Georges Pompidou, il a été secrétaire général du gouvernement, puis président de la Commission des opérations de bourse et de la Commission de la concurrence (future Autorité de la concurrence).

## Biographie

### Jeunesse et études
Issu d'une famille de protestants cévenols, fils du professeur Henri Donnedieu de Vabres, juge au procès de Nuremberg, Jean Donnedieu de Vabres étudie, après le lycée Henri-IV, à l'École libre des sciences politiques et à la faculté de droit de Paris, et est licencié en droit,.

### Parcours professionnel
À l'issue de ses études, Jean Donnedieu de Vabres rejoint le Conseil d'État le 19 juillet 1941 en tant qu'auditeur. 
Membre du Comité général d'études durant l'Occupation allemande, il est chef de cabinet d'Émile Laffon, nommé secrétaire général provisoire du ministère de l’Intérieur à la libération de Paris, le 25 août 1944. 
Il entre au cabinet du général de Gaulle, président du gouvernement provisoire de la République française en octobre 1944 en qualité de chargé de mission, jusqu'à la démission du général de Gaulle en janvier 1946.
Le 12 octobre 1946, il est nommé maître des requêtes au Conseil d'État.
En 1958, il est appelé par le ministre des Armées, Pierre Guillaumat, pour devenir son directeur de cabinet, jusqu'en 1962 quand, d'avril à décembre, il occupe la même fonction auprès du Premier ministre, Georges Pompidou.
Secrétaire général adjoint de la Défense nationale en décembre 1962, puis nommé conseiller d'État le 6 décembre 1963, il est secrétaire général du gouvernement entre 1964 à 1974.
En 1974, il est nommé à la tête de la Commission des opérations de bourse, puis préside de 1980 à 1986, la Commission de la concurrence. À ce poste, il rédige l'ordonnance du 1er décembre 1986 sur la réforme du droit de la concurrence.
Il accède au titre de conseiller d'État honoraire le 10 mars 1986.
Il est également le fondateur et premier président du Parc national des Cévennes.
Il est inhumé au cimetière protestant de Nîmes.

## Honneurs
- Commandeur de la Légion d'honneur
- Grand officier de l'ordre national du Mérite
- Croix de guerre 1939–1945

## Pour approfondir